# Jan Jaźwiński
Jan Jaźwiński (ur. 15 czerwca 1905 w majątku Kutyłowo-Skupie, obecnie powiat ostrowski, zm. 25 sierpnia 1985 w Los Angeles, Stany Zjednoczone) – podpułkownik dyplomowany saperów, uczestnik walk o niepodległość Polski w wojnie polsko-bolszewickiej (1918-1920), inżynier, spadochroniarz (Znak Spadochronowy nr 0005)) oficer Oddziału II (wywiad) Sztabu Głównego WP, Polskich Sił Zbrojnych na Zachodzie, Sztabu Naczelnego Wodza, organizator lotniczych zrzutów cichociemnych oraz zaopatrzenia dla Armii Krajowej.

## Życiorys
Urodził się w majątku Kutyłowo-Skupie, w rodzinie ziemiańskiej. Początkowo uczył się w domu, sześć godzin dziennie, od 1912 z pomocą korepetytora, przygotowującego go do egzaminu wstępnego do gimnazjum w rusyfikowanej „Kongresówce”. Od jesieni 1913 uczeń klasy wstępnej Gimnazjum 6-go w Warszawie, w której uczyło się 40 uczniów, głównie synów urzędników carskiej administracji oraz 13 Polaków.
Od grudnia 1913 uczęszczał na tajny kurs języka i historii polskiej. Od stycznia 1914 jako kurier dostarczał jego uczestnikom tajną pocztę, a także – dzięki znajomości z córką Cenzora Generalnego Gubernatora Królestwa Polskiego – polskie książki i wydawnictwa (do przepisania), skonfiskowane przez cenzurę
Od marca 1914, po sprzedaży majątku Kutyłowo-Skupie, rodzina przeniosła się do większego (ok. 300 ha wraz z lasem) majątku Stokowisko w powiecie Wysokie Mazowieckie. W kwietniu 1914, po bójce z synem carskiego urzędnika, wydalony z gimnazjum z zakazem nauki w jakiejkolwiek szkole Królestwa Kongresowego.
Od 1918 do 1920 uczeń Gimnazjum Państwowego w Łomży. W 1918 jako trzynastolatek uczestniczył w rozbrajaniu Niemców, w lipcu 1920, jako piętnastolatek zgłosił się konno na ochotnika do obrony Warszawy, zamierzając wstąpić do kawalerii. Ze względu na wiek nie został przyjęty. Wstąpił zatem do 201 Ochotniczego Pułku Piechoty 22 Dywizji Piechoty, walczył w okopach Pragi z Kozakami.
Po zakończeniu wojny polsko-bolszewickiej, w 1920 podjął naukę w Korpusie Kadetów nr 2 w Modlinie, 29 czerwca 1923 absolwent drugiej promocji. Od sierpnia do września 1923 w Szkole Podchorążych Piechoty (kl. 53) w Warszawie. Od 15 września 1923 słuchacz Oficerskiej Szkoły Inżynierii w Warszawie, ukończył ją w 1926 z trzecią lokatą uzyskując pół dyplom Wydziału Inżynierii Lądowej Politechniki Warszawskiej. Awansowany na stopień podporucznika 1 października 1925, przydzielony jako dowódca plutonu 9 Pułku Saperów.
Od maja 1928 do października 1930 instruktor i dowódca plutonu w Centrum Wyszkolenia Saperów, następnie do kwietnia 1931 przydzielony jako adiutant oraz dowódca kompanii Batalionu Mostowego w Kazuniu 1 Brygady Saperów w Modlinie. Od stycznia do czerwca 1932 słuchacz XIX Kursu Unifikacyjnego i XIXa Kursu Dowódców Batalionów Piechoty w Centrum Wyszkolenia Piechoty w Rembertowie, po jego ukończeniu przydzielony jako dowódca kompanii do Batalionu Mostowego. W październiku 1932, po zdaniu konkursowego egzaminu przyjęty do Wyższej Szkoły Wojennej w Warszawie. W 1934, jako absolwent XIII Promocji uzyskał dyplom oficera Sztabu Głównego. Awansowany na stopień porucznika dyplomowanego. Do lutego 1937 kierownik referatu w sztabie Dowództwa Okręgu Korpusu VIII (Toruń). Od lutego 1937 do lutego 1938 dowódca kompanii szkolnej 8 Batalionu Saperów.
Od lutego 1938 przydzielony do Oddziału II (wywiad) Sztabu Głównego w Warszawie. Jako oficer wywiadu w lipcu 1938, pod przykrywką dyplomaty (radca MSZ) oraz pod okiem NKWD, rozpoznawał węzeł kolejowy w Moskwie. Od listopada 1938 skierowany do rozpoznania sieci kolejowej Niemiec, Austrii oraz Czechosłowacji.
W kampanii wrześniowej 1939 w dyspozycji szefa Komunikacji Sztabu Głównego, przeprowadził do kolejowych stacji docelowych 86 transportów wojska oraz 2 transporty ewakuacyjne, następnie przydzielony jako oficer do zleceń Szefa Sztabu Naczelnego Wodza. Na rozkaz ze sztabu Naczelnego Wodza, 18 września wraz z ppłk dypl. Marianem Ogórkiewiczem przekroczył granicę polsko-rumuńską w Zaleszczykach. Przez Mediolan 29 września dotarł do Turynu (Włochy). Od 30 września w Modane, od 2 do końca października w Camp de Coëtquidan, zorganizował i wyszkolił batalion saperów. Od lutego do czerwca 1940 kierownik Działu Studiów w Sztabie Naczelnego Wodza.
Po upadku Francji ewakuowany 18 czerwca 1940 z Pointe de Grave brytyjskim transportowcem „Modura”, 20 czerwca 1940 dotarł do portu Falmouth (Wielka Brytania). Po utworzeniu Oddziału VI Sztabu Naczelnego Wodza podjął starania o uruchomienie łączności lotniczej z okupowaną Polską, w celu przerzutu cichociemnych oraz zaopatrzenia dla Armii Krajowej. We współpracy z SOE organizował loty specjalne ze zrzutami. Od końca sierpnia 1940 szef Samodzielnego Referatu „S”, od 4 maja 1942 do stycznia 1944 szef Wydziału Specjalnego (S) w Oddziale VI (Specjalnym) Sztabu Naczelnego Wodza.
Stał się pionierem i spiritus movens przerzutu lotniczego do Kraju (…) Był twardy, konsekwentny i nieustępliwy w postępowaniu z Anglikami. Pełen pomysłów, inicjatywy i wizji. W swojej pracy napotykał stale na przeszkody tak ze strony Brytyjczyków, jak i rodaków. W tych zmaganiach przyświecał mu tylko jeden cel. Za wszelką cenę dopomóc Polsce Walczącej. To on pierwszy odkrył infiltrację i wpływy sowieckie w Wlk. Brytanii, Stanach Zjednoczonych i w polskim Londynie.
Od stycznia do 1 września 1944 komendant Głównej Bazy Przerzutowej (Baza nr 11, kryptonim „Jutrzenka”) w Latiano, 20 km od Campo Casale nieopodal Brindisi (Włochy), skąd startowały m.in. samoloty 1586 Eskadry Specjalnego Przeznaczenia (także 148 Dywizjonu RAF) do Polski. Do 31 lipca 1944 wystartowało do Polski 340 samolotów (179 polskich i 161 brytyjskie), wykonało zadanie 178 załóg (104 polskie i 74 brytyjskie). Podczas Powstania Warszawskiego, w okresie od 1 do 22 sierpnia 1944 wystartowało 146 samolotów (59 polskich, 87 brytyjskich i południowoafrykańskich), wykonało zadanie 69 (33 polskich i 36 brytyjskich oraz południowoafrykańskich). Ogółem z „Jutrzenki” wystartowało 486 samolotów (238 polskich oraz 248 brytyjskich i południowoafrykańskich), wykonało zadanie 247 załóg (137 polskich oraz 110 brytyjskich i południowoafrykańskich), stracono 32 samoloty (7 polskich oraz 25 brytyjskich i południowoafrykańskich).
Po konflikcie z prosowieckim gen. Stanisławem Tatarem, pozbawiony uprawnień dowódcy pułku oraz prawa łączności z KG AK, poprosił Naczelnego Wodza o zdymisjonowanie z funkcji komendanta bazy. Od 3 września 1944 przeniesiony do 2 Korpusu Polskiego gen. Władysława Andersa, przydzielony do brytyjskiego Centrum Wyszkolenia Saperów, następnie od 24 września 1944 na stażu linowym, na frontowym szlaku 5 Batalionu Saperów 5 Kresowej Dywizji Piechoty. Od marca 1945 przydzielony do Oddziału III (operacyjnego) sztabu 2 Korpusu, od czerwca 1945 do kwietnia 1947 w Oddziale Informacyjnym Sztabu 2 Korpusu.
Od 27 września 1947 w Polskim Korpusie Przysposobienia i Rozmieszczenia. 27 września 1947 awansowany na stopień podpułkownika. 31 stycznia 1948 zdemobilizowany, podjął studia, w 1950 absolwent kursu inżynierii lądowej Polish University College w Londynie W 1952 wyemigrował do Kanady, członek Association of Professional Engineers of Ontario. W 1955 wyjechał do USA, pracował w Detroit, od 1960 do połowy 1979 jako inżynier lądowy w stanie Kalifornia.
Zmarł 25 sierpnia 1985 w Los Angeles (USA), pochowany na cmentarzu Park Lawn w Toronto (sekcja „O”, grób 312).

## Życie rodzinne
Syn Wincentego, ziemianina, pochodzącego ze wsi Jaźwiny-Koczoty koło Czyżewa, właściciela majątku Kutyłowo-Skupie (ówczesny powiat zambrowski), następnie majątku Stokowisko (powiat Wysokie Mazowieckie) i Józefy Włodkowskiej. Miał dwóch braci: Tadeusza i Henryka oraz trzy siostry: Irenę, Eugenię i Marię. W 1936 zawarł związek małżeński z Wandą Janiną Goethel, prawniczką.

## Awanse[2]
- kapral – sierpień 1920
- kadet kapral – październik 1920
- kapral podchorąży – sierpień 1923
- sierżant podchorąży – wrzesień 1923
- podporucznik – 1 października 1925
- porucznik – ze starszeństwem od 1 lipca 1927
- porucznik dyplomowany – wrzesień 1934
- kapitan dyplomowany – 1 stycznia 1935
- major dyplomowany – ze starszeństwem od września 1942
- podpułkownik dyplomowany – 27 września 1947

## Ordery i odznaczenia[2]
- Order Imperium Brytyjskiego – 7 października 1943
- Krzyż Walecznych – 10 czerwca 1945
- Gwiazda za Wojnę 1939-1945 (Wielka Brytania) – 31 grudnia 1945
- Gwiazda Italii (Wielka Brytania) – 31 grudnia 1945
- Medal Wojska – 16 kwietnia 1946
- Order Korony Włoch – 17 kwietnia 1946
- Złoty Krzyż Zasługi z Mieczami – 2 września 1946
- Krzyż Oficerski Orderu Odrodzenia Polski – pośmiertnie, 7 lipca 2022[5]